# Список премьер-министров Нунавута
Нунавут, как отдельная канадская территория, был образован 1 апреля 1999 года после ратификации канадским парламентом соглашения о разделе земли в Нунавуте и акте о Нунавуте. С тех пор политическая система региона сложилась так, что в Нунавуте отсутствуют политические партии как таковые. Руководит территорией Законодательное собрание, которое состоит из 22 членов, переизбираемых каждые 4 года. Члены законодательного собрания избирают премьер-министра, спикера и кабинет министров.

## История
Первым премьером территории стал Пол Окалик, избранный на всеобщих нунавутских выборах 1999 года. Он же был переизбран в 2004 году. Хоть Окалик также вошёл в заксобрание от своего избирательного округа в 2008 году, по результатам тайного голосования новым премьером стала Ева Аариак. По итогам процедуры выборов 2013 года премьером был избран Питер Таптуна. В ноябре 2017 года премьером стал Пол Куасса. 14 июня 2018 года большинством голосов (16 «за» к 3 «против») в Законодательном собрании Куасса был смещён с должности. Его преемником стал Джо Савикатаак.

## Список
| №   | Премьер         | Созывы и сроки      | Созывы и сроки  |
| --- | --------------- | ------------------- | --------------- |
| 1-й | Пол Окалик      | 1-й созыв 2-й созыв | 1999—2004 —2008 |
| 2-й | Ева Аариак      | 3-й                 | 2008—2013       |
| 3-й | Питер Таптуна   | 4-й                 | 2013—2017       |
| 4-й | Пол Куасса      | 5-й                 | 2017—2018       |
| 5-й | Джо Савикатаак  | 5-й                 | 2018—2021       |
| 6-й | Пи Джей Акиагок | 6-й                 | 2021—н. в.      |